# Жэхэ
Жэхэ (кит. трад. 熱河省, упр. 热河省, пиньинь Rèhé shěng; традиционно романизируется как Jehol) — провинция северо-восточной части Китайской Республики. Занимала площадь 179 982 км² с населением около 6 107 000 чел. (1955). Административный центр — город Чэндэ.

## История

Провинция Жэхэ (1928—1955)

Являясь некоторое время центром киданьского государства Ляо, данная территория в XVII веке была завоёвана маньчжурами. Большая часть территории была превращена в императорские пастбища. Кроме того, в начале правления династии Цин на этих землях были образованы поселения, куда был запрещён вход этническим китайцам. Постепенно перенимая конфуцианские обычаи, маньчжуры, тем не менее, сохраняли собственные традиции, в частности сезонное передвижение между Летней и Зимней столицами. На этой территории располагалась Летняя столица (Зимней столицей был Пекин). На севере был создан императорский охотничий парк внушительных размеров (Мулань вэйчан 木蘭圍場, располагается на территории современной провинции Хэбэй).
Впоследствии эти земли постепенно заселили этнические китайцы. В феврале 1914 года, через три года после образования Китайской республики, данная территория была выделена в Особый район Жэхэ (热河特别区). 17 сентября 1928 года была официально создана провинция Жэхэ с центром в уезде Чэндэ.
Территория провинции использовалась Императорской армией Японии во время «операции Нэкка» (яп. 熱河作戦 нэкка сакўсэн; кит. упр. 長城抗戰, пиньинь chángchéng kàngzhàn , «оборона Великой стены»; январь — май 1933 г.) в качестве буферной зоны между китайскими владениями и подконтрольным Японии государством Маньчжоу-го. В марте 1933 года территория провинции была оккупирована японскими войсками и затем вошла в состав Маньчжоу-го.
Захват Жэхэ явился одним из самых серьёзных инцидентов 1930-х годов, вызвавших дальнейшее ухудшение китайско-японских отношений и приведших к Японско-китайской войне 1937—1945 годов.
По окончании Второй мировой войны провинция сохранила административную самостоятельность. В 1949 году, после образования КНР, Жэхэ по-прежнему оставалась отдельной административной единицей вплоть до 1955 года, когда она была упразднена, а её территория разделена между провинциями Хэбэй, Ляонин и Внутренней Монголией.